# Philippus Bernardus Maria van Straelen
Philippus Bernardus Maria van Straelen (Utrecht, 2 giugno 1894 – Mar di Giava, 27 febbraio 1942) è stato un militare olandese, che durante la seconda guerra mondiale fu comandante dell'incrociatore leggero Java, appartenente alla squadra navale interalleata (ABDAFLEET) del contrammiraglio Karel Doorman, durante la campagna delle Indie orientali olandesi. Il 27 giugno 1947 fu nominato postumo Cavaliere dell'ordine militare di Guglielmo.

## Biografia
Nacque a Utrecht il 2 giugno 1894, figlio maggiore di Bernardus Cornelis van Straelen e di Paulina Maria Dymphna Verlegh. Come suo fratello minore Fredericus Henricus Maria van Straelen frequentò il Koninklijk Instituut voor de Marine di Willemsoord uscendone con il grado di guardiamarina il 6 agosto 1914.
Prestò poi servizio sulla nave da battaglia Koningin Regentes (20 giugno 1915-3 novembre 1918) che a metà del mese di luglio 1915 salpò per le Indie orientali olandesi, passando quindi sulla Hr.Ms.  "Koetei" con cui rientrò nei Paesi Bassi il 18 giugno 1919. Trasferito alla Hr.Ms. "Scorpio" passò sulla Gelderland e poi sulla nave appoggio sommergibili Hr.Ms. "Pelikaan" il 1 luglio 1923. insieme a tale nave, ed al suo gruppo sommergibili, partì dall'Olanda il 18 settembre 1923, raggiungendo Tandjong Priok, nelle Indie Orientali, il 24 dicembre successivo. Rientrato nei Paesi Bassi si imbarcò come primo ufficiale sulla Gelderland il 13 agosto 1926, e poi brevemente sulla cannoniera Gruno (2 aprile-2 ottobre 1928),  e Hr.Ms. Wachtship. Il 27 maggio 1931 ritornò nelle Indie orientali a bordo della motonave Insulinde, rientrando in Olanda il 16 ottobre 1934 per imbarcarsi nuovamente sulla Gelderland di cui assunse il comando il 1 aprile 1936. Con la Gelderland il 9 maggio 1937 trasportò in Gran Bretagna la Principessa Giuliana e il suo consorte, principe Bernardo, in occasione dell'incoronazione del Re Giorgio VI. Tra l'ottobre 1937 e il marzo 1938 fu comandante delle forze navali olandesi nel Mar dei Caraibi alzando la sua insegna sulla Gelderland. Promosso Kapitein-luitenant ter zee il 28 settembre 1938 commemorò il 40 anniversario dell'entrata in servizio della nave.
Il 10 maggio 1939 partì a bordo della Baloeran  per le Indie Orientali Olandesi per divenire primo ufficiale dell'incrociatore leggero Java, assumendo poi il comando dell'unità  il 27 aprile 1940 in sostituzione del Kapitein-ter-zee L.G.L. van der Kun.

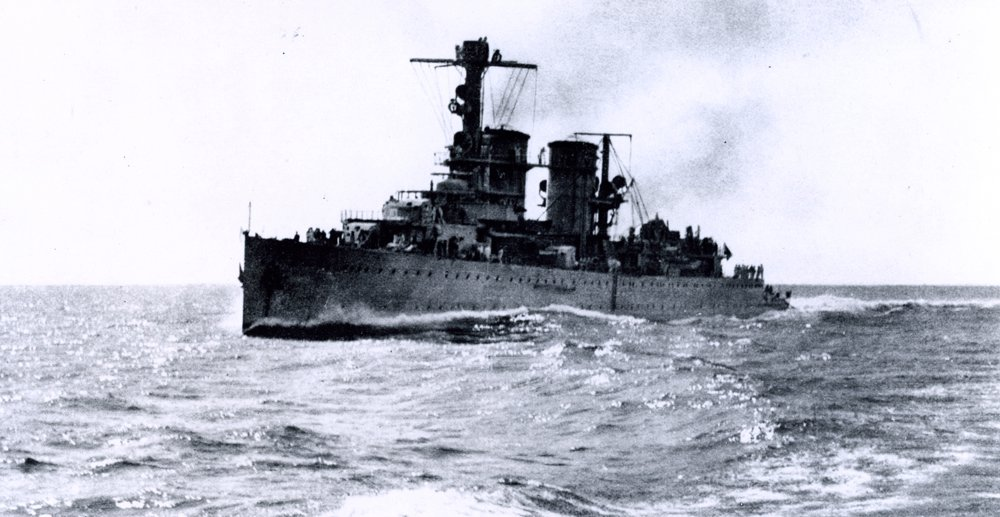
L'incrociatore leggero Java in navigazione ad alta velocità nel 1939.

Quando il Giappone entrò nella seconda guerra mondiale la sua unità faceva parte della Nederlands Eskader in Oost-Indië, e prese parte ai combattimenti di Gaspar e dello stretto di Bandung contro la marina imperiale.
In qualità di capitano di vascello e comandante dello Java partecipò alla Battaglia del Mare di Giava del 27 febbraio 1942, dove rimase ucciso nell'esplosione della sua nave. Fu insignito, postumo, del titolo di Cavaliere dell'ordine militare di Guglielmo. La Koninklijke Marine ne ha onorato la memoria intitolandogli l'unità una unità dragamine  della omonima classe.

## Onorificenze

### Onorificenze olandesi
- Oorlogsherinneringskruis
- Ereteken voor langdurige dienst als officier

### Annotazioni
1. ↑  Futuro schout-bij-nacht e comandante della base della marina di Willemsoord.
2. ↑  Tale nave era al comando del capitano di vascello E.M. Wisman e forniva appoggio ai sommergibili K 11, K VII e K VIII.
3. ↑  L'incrociatore esplose affondando alle 23.45 del 27 febbraio, causando la morte di 526 uomini. I sopravvissuti furono solo 43.

### Fonti
1. ↑   navalhistory, su navalhistory.flixco.info. URL consultato il 30 luglio 2012.
2. 1 2 3   steelnavy.com. URL consultato l'11 luglio 2016.
3. 1 2  Cox 2014, p. 255.
4. ↑  Pettibone 2014, p. 227.